# Шефіка Гаспринська
Шефіка́ Гаспри́нська (крим. Şefiqa Gasprinskiy, Şefiqa Gaspıralı, 14 жовтня 1886, Бахчисарай — 31 серпня 1975, Стамбул, Туреччина) — лідерка кримськотатарського руху «Виконавчий комітет мусульманок Криму» («Qadınlar Günü»), який діяв у Криму на початку ХХ століття. З її ім'ям пов'язано таке унікальне для ісламу того часу явище, як мусульманський жіночий рух. Дочка відомого кримськотатарського просвітителя, лідера джадидизма Ісмаїла Ґаспринського. Дружина одного із засновників Азербайджанської Демократичної Республіки, Насіб-бека Усуббекова.

## Діяльність

### Ранні роки
Шефіка народилася 14 жовтня 1886 року в родині Ісмаїла Ґаспринського (1851–1914), кримськотатарського мислителя, видавця, педагога, політика та реформатора, одного з лідерів турецького культурного та політичного пробудження на початку ХХ століття. Шефіка навчилася читати та писати у свого батька. Потім вона продовжила свою освіту в школі свого батька «Усуль-ю Джедит» (Новий метод) у Криму. Батько обрав її серед своїх братів і сестер як свою інтелектуальну спадкоємицю, він надавав особливого значення її освіті. Її мати померла, коли їй було 17 років. Вона взяла на себе взяла на себе господарські обов’язки.

### Кар'єра журналістки
Незважаючи на свої хатні обов'язки, вона стала найважливішою помічницею батька в управлінні публікаціями газети «Терджиман» («Перекладач»), листуванням та перекладом з російської мови, а також поштовими та розповсюдницькими справами. У 1903 році вона написала свою першу статтю в журналі «Терджиман».
У цей час вона познайомилася з Насіб-беєм Юсіфбейлі з Гянджи, молодим азербайджанцем, який часто відвідував її батька. Її листування з політичних питань з Юсіфбейлі переросло в близькі стосунки.

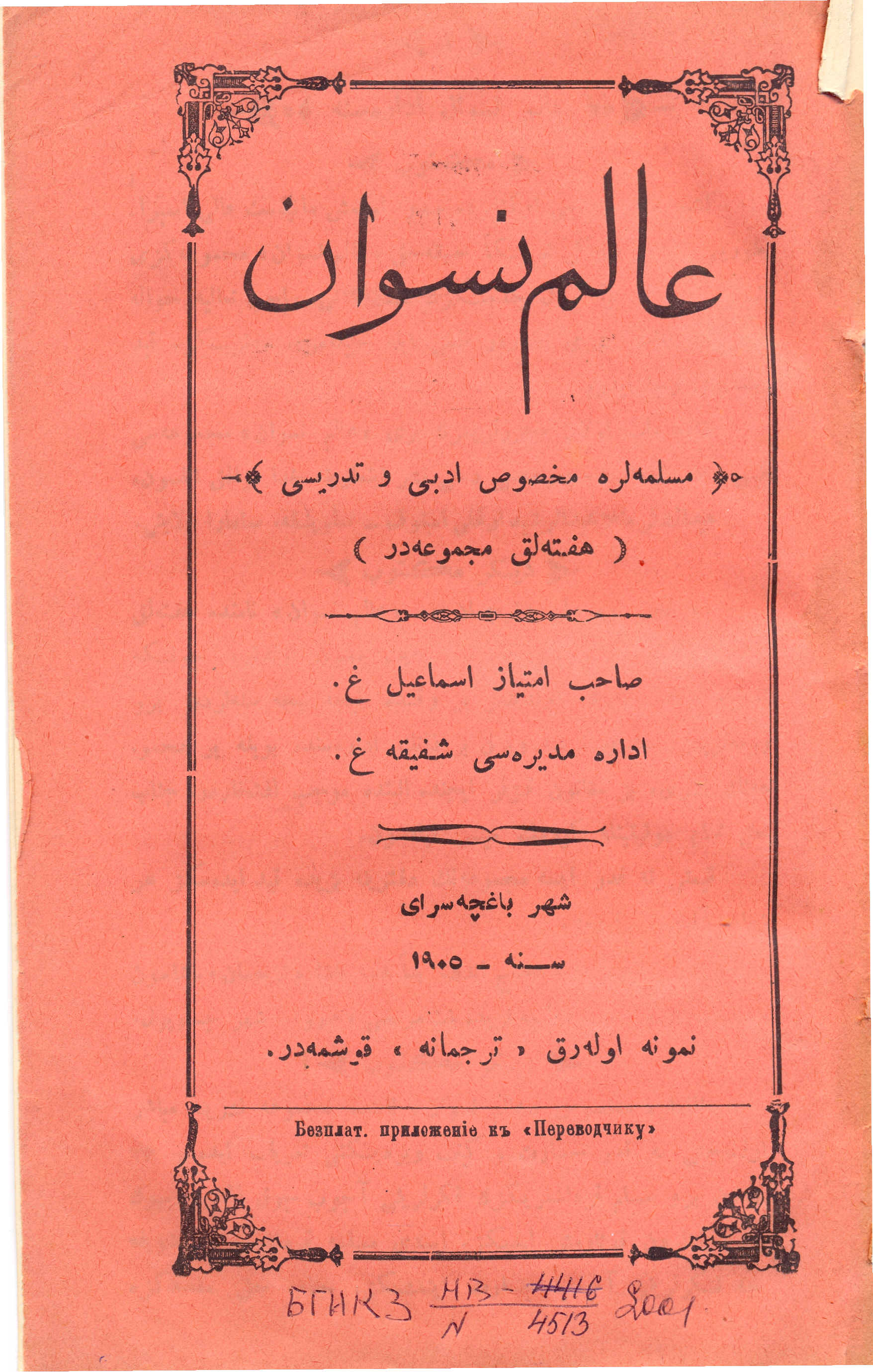
Обкладинка журналу «Алем-і нісван» («Жіночий світ») (1906–1912)

У 1905 році Шефіка Гаспринська стала редакторкою створеного її батьком першого в Криму мусульманського жіночого журналу «Алем-і нісван» («Жіночий світ»), додатку до газети «Терджиман», який видавався кримськотатарською мовою. Опубліковані статті інформували, спрямовували, заохочували та організовували тюркських жінок, надаючи детальну інформацію про жінок та жіночі рухи в тюркському та ісламському світі.
1906 року Шефіка взяла шлюб з відомим азербайджанським діячем Насіб-беком Усуббековим, який у 1919-1920 рр. став прем'єр-міністром уряду Азербайджанської демократичної республіки. У цей період вона разом зі своїм чоловіком Насібом та старшим братом Ріфатом взяла на себе весь тягар «Терджимана». Якийсь час живе в Гянджі (тоді Єлизаветполь). Проте, 1909 року шлюб розпався , після чого Шафіка разом з двома дітьми повернулася в Бахчисарай.

### Активістка за права жінок та політикиня
Тюркські жінки, які проживали в Російській імперії, були виключені з соціального, політичного, культурного та економічного життя, зневажені та позбавлені освіти. Шефіка була однією з піонерок, яка започаткувала жіночий рух за цих несприятливих умов. Усе своє життя Шефіка боролася своїми школами, організаціями та політичними зусиллями за пробудження тюркських жінок, до чого небагато людей звертали увагу. «Шефіка Ґаспіралі» прагнула зробити тюркських жінок рівними в юридичному, соціальному та культурному плані в умовах домінування чоловіків в управлінні та суспільстві в усіх відношеннях.
Крим мав дві переваги порівняно з іншими регіонами для соціально-культурного та політичного розвитку тюркських жінок: по-перше, це було місцем народження руху за інновації та модернізацію, започаткованого Ісмаїлом Ґаспринським. По-друге, порівняно з Кавказом та Туркестаном, кримські жінки менше страждали від полігамії та носіння хустки. Однак, коли почалася революція 1917 року, через відсутність жінки-лідера-об'єднавчої жінки в Ялті не було жодної іншої жіночої організації, окрім «Тазе Хаят Джемієт» («Товариство свіжого життя»). Зусилля Ісмаїла Ґаспринського проти традиціоналістів, які виступали проти повноцінної та рівноправної участі жінок у суспільному та політичному житті, дали результати, хоча й повільно, але для досягнення справжнього успіху за підтримки суспільства йому потрібна була жінка-лідер, навіть лідери, які могли б впливати на маси у напрямку «жіночої організації».
Інтелектуальні жінки та вчителі працювали в центральній організації жіночих комітетів. Шефіка Гаспірали була серед них головною. Вона намагалася заохочувати жінок до збільшення їхньої активності шляхом встановлення контактів. Окрім неї, на цьому шляху працювали Ілхаміє Токтар, Айше Ішак та Хатидже Авджи. Бахчисарайське та Ак-Месджитське (Сімферопольське) відділення цих комітетів особисто очолювала Шефіка Гаспірали. Ще одним обов'язком Гаспірали було її членство в Міській раді Бахчисарая, куди її обрали. У цей період її було номіновано на посаду мера Бахчисарая, але вона відхилила кандидатуру через інтенсивність своєї роботи.
1-11 травня 1917 року Шефіка Гаспринська брала участь у складі кримської делегації в роботі I Всеросійського мусульманського з'їзду в Москві, обрана членом його керівного органу. Пізніше вона була обрана делегатокою I курултаю кримськотатарського народу, який відбувся в Бахчисараї 9 грудня 1917 і Національним урядом кримськотатарського народу була призначена директоркою Сімферопольського жіночого педагогічного училища (Дар-уль-муалімін). Стрімким поступом кримських татар до вирішення жіночого питання у політико-правовій області стало включення до Конституції проголошеної Кримської народної республіки у грудні 1917 року пункту про рівність чоловіка та жінки. Але ці починання не були втілені.

### Виїзд з Криму до Азербайджану
1919 року під загрозою смерті Шефіка разом з двома маленькими дітьми втекла з Криму до Азербайджану. В Баку вона організовує педагогічне училище. Після повалення національного азербайджанського уряду її колишній чоловік Насіб-бек Усуббеков був розстріляний. Мемдух Шевкет (Есендал), представник Баку у Великих національних зборах Туреччини, простягає руку допомоги Шефіці, якій вдруге доводиться рятуватися від смерті.

### Еміграція до Туреччини
З підробленими османськими документами, що посвідчують особу, та підготовленим паспортом, вона востаннє емігрувала з двома дітьми потягом, який також надав Мемдух Шевкет, що перевозив полонених турецьких солдатів та допомогу з боєприпасами до Туреччини. Крім того, вона привезла великий архів документів, що включав газети та журнали, видані турецькою мовою, такі як «Терджиман», «Вакіт» («Час»), «Казан Міхбірі» («Казанський вісник»), «Бурган-і Тераккі» («Свідок прогресу»), «Юльфет» («Знайомство») , що публікувалися в Росії між 1883 і 1920 роками; а також російськомовні видання, як-от «Каспі», «Голос Татар». До архіву також входили оригінальні листи, політична кореспонденція керівного рівня, протоколи з'їздів та засідань, резолюції, тексти конференцій, важливі газетні вирізки, статути, положення, дорожні дозволи, готельні рахунки, що відповідають датам проведення з'їздів, декларації, фотографії, книги, політичні документи, подані до офіційних органів, петиції зі змістом, документи Державної Думи (російського парламенту), списки кандидатів на вибори, картки делегатів, парламентські мандати, законопроекти, брошури, запрошення, значки делегатів, офіційна кореспонденція таких організацій, як «Мусульманський альянс», «Товариство заступництва», «Жіночі комітети», «Національна рада» тощо.
В еміграції на плечі Шефіки лягли турботи про двох молодших братів та сестру. Щоб мати на життя, Шефіка спочатку продала кілька ювелірних реліквій, що залишилися від її матері. У перші роки вона займалася перекладами та підробляла медичною сестрою. Згодом працювала завідувачкою сирітського будинку. Після закриття дитячого будинку вона знову стала безробітною. Вона навіть продала свій наручний годинник через бідність. В цей час її підтримував родич по матері Юсуф Акчура, він допоміг їй на деякий час влаштуватися на роботу в Червоний Хрест.
У 1930 році Шефіка Гаспринська заснувала та очолила у Стамбулі «Спілку кримськотатарських жінок». Крім цього вона займалася проблемами кримськотатарських емігрантів та благодійністю. Вона також писала статті для журналів «Крим» та «Емель». Шефіка власним коштом прагнула видати книгу «Тюркський жіночий рух у Росії».
До і протягом Другої світової війни Шефіка живе в сім'ї дочки Зехри, допомагає у турботах про онуків. А в 1946 після важкої операції перебирається до молодшого брата Алі-Айдера.
Шефіка Гаспринська (Ґаспіралі) померла 31 серпня 1975 року в Стамбулі і була похована на цвинтарі Зінджирлікую.

## Сім'я

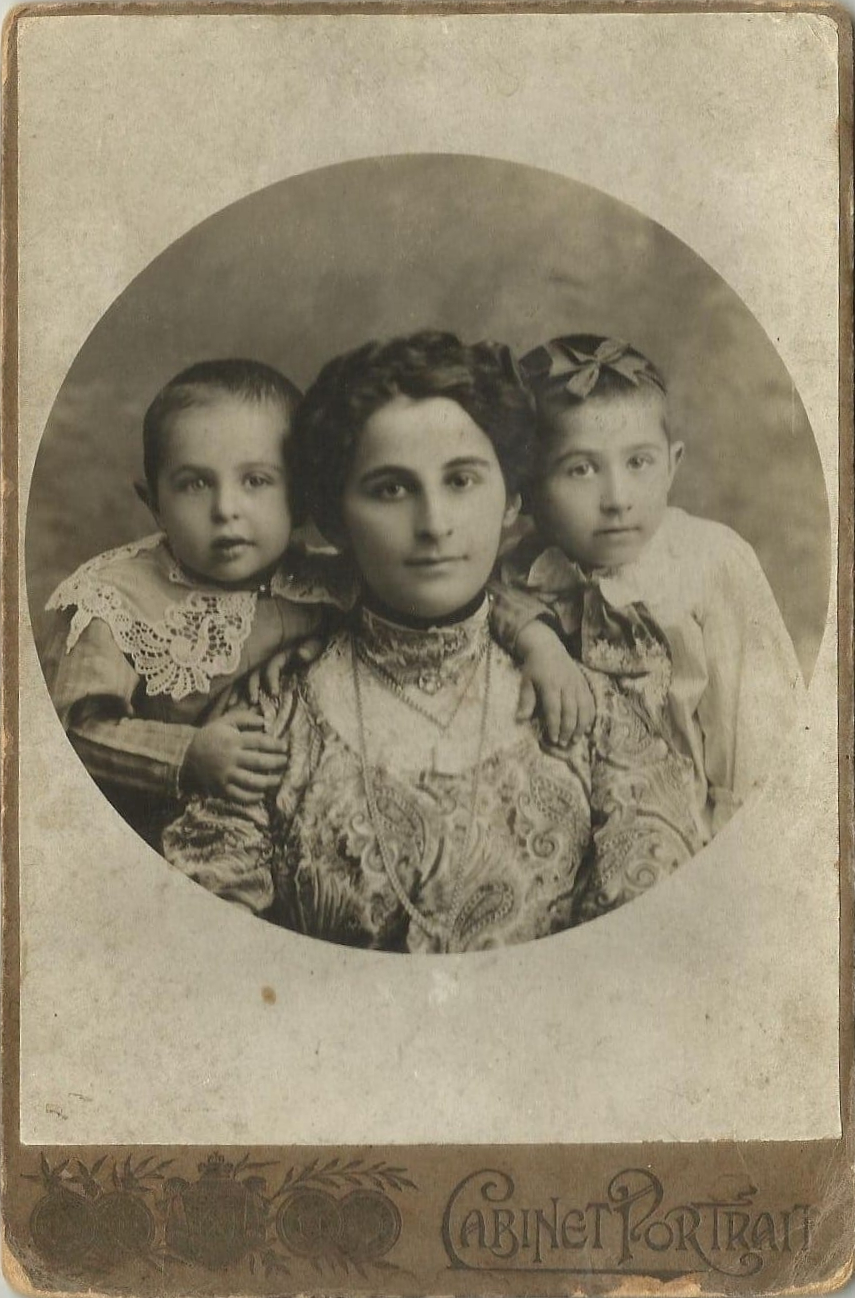
Шефіка Гаспринська з сином Ніязі та донькою Зехрою

- Чоловік (1906—1909) — Насіб-бек Усуббеков (Юсіфбейлі).
- Донька — Зехра, була названа на честь бабусі по матері, дружини Ісмаїла Гаспірали Зухри Акчуріної. Зехра взяла шлюб з Мірзою Гаджизаде (Гьокгьол) (1897—1980), одним зі ста студентів, відправлених Азербайджанською Республікою на навчання за кордон, і жила в Стамбулі під ім'ям Зехра Гьокгьол[10][11]. У сім'ї четверо дітей: Сельжук (1930—?), Огуз (1932—17 лютого 2022, Гамбург[12]), Демір (1946—?) і Шуле (1946—?) Гьокгьолі[4].
- Син — Ніязі (1908, Гянджа — 25 грудня 1964), був названий на честь Ніязі-бея, героя Молодотурецької революції. Середню освіту здобув у середній школі Галатасарай, потім навчався на історичному факультеті Стамбульського університету і закінчив його. У 1939 році він захистив наукову роботу під назвою «Хиунг-нулар» з історії Хунну. Під час еміграції змінив прізвище на «Кюрдамір». Ніязі Юсіфбейлі (Кюрдамір) помер у своєму домі в Анкарі внаслідок серцевого нападу.

- Сестра (зведена) — Хатідже Гаспринська[13], від першого шлюбу батька із Самурою Ханим, нащадки Хатідже живуть у Криму.
- Брат — Ріфат (1884—1925), журналіст, редактор і видавець газети «Терджиман». Завідувач музею та бібліотеки Ісмаїла Гаспринського в Бахчисараї, заступник директора музею Ханського палацу.
- Сестра — Нігяр (1896—?), емігрувала до Туреччини, у першому шлюбі одружена з управителем на ім'я Сулейман[4], у другому — з азербайджанським емігрантом Мешаді Алі Рафієвим[14].
- Брат — Джавад-Мансур або Джавдед-Мансур (1897 — 18 червня 1958), емігрував до Туреччини, закінчив літературно-географічний факультет у Стамбулі, працював урядовцем[4].
- Брат — Алі-Айдер або Айдер-Алі (1897—1977), емігрував до Туреччини, один із засновників організації «Благодійного товариства зі сприяння кримським мусульманам-емігрантам», закінчив медичний університет у Стамбулі, працював у муніципальній лікарні в Кайсері, був одружений з Фатмою Назли Ґаспринською (1903—1991)[4].